# Улица Воровского (Казань)
Воровского — магистральная улица общегородского значения 2-го класса в Московском и Ново-Савиновском районах Казани, в историческом районе посёлок Урицкого. Названа в честь Ва́цлава Ва́цлавовича Воро́вского — российского революционера, публициста и литературного критика, одного из первых советских дипломатов. Одна из крайне немногих в городе улиц, которая не является сплошной и достаточно запутанно состоит из нескольких участков с изломами.

## Расположение
Улица ориентирована с запада на восток и длится на протяжении нескольких километров от улицы Профессора Мухамедьярова до улицы Адоратского. Многие участки улицы расположены параллельно Северному внутригородскому железнодорожному ходу.
Западный участок улицы между улицей Профессора Мухамедьярова и проспектом Ибрагимова состоит из двух частей: параллельного улице Королёва и подъездного участка к вокзалу Казань-2. Обе асфальтированные проезжие части выходят к улице Декабристов, и двигаясь только по ней можно попасть на следующий центральный участок улицы Воровского. Проезжая часть на участке от улицы Декабристов до проспекта Ибрагимова с односторонним движением, от проспекта Ибрагимова до улицы Короленко асфальтированная двухполосная с двухсторонним движением. Далее для того, чтобы попасть на следующий участок улицы Воровского, движение до следующего участка возможно только по улице Короленко. На участке от улицы Короленко до проспекта Амирхана в одну полосу грунтовая (этот участок, в частности, на Яндекс. Картах не отмечен как часть улицы). На участке от проспекта Амирхана до улицы Адоратского — вновь асфальтированная двухполосная.
Нумерация домов на улице начинается от улицы Короленко к улице Профессора Мухамедьярова.
По западному участку улицы производится подъезд к вокзалу Казань-2 некоторых пригородных и междугородных автобусов. Сообщения городского транспорта по улице не имеется. Улица транспортно доступна с перпендикулярных улиц Декабристов, Короленко, Адоратского и проспектов Ибрагимова, Амирхана.

## История
Долгое время на улице строилось здание железнодорожного вокзала Восстание-Пассажирская, официальное открытие которого как транзитного автобусно-железнодорожного вокзала (мультимодального транспортно-пересадочного узла) поcле сноса и строительства заново состоялось 5 августа 2012 года.

## Объекты
- автобусно-железнодорожный вокзал Казань-2, включает автостанцию, откуда отправляются пригородные и междугородные автобусы западного и северного направлений в Васильево, Зеленодольск, Санкт-Петербург и т. д.
- стела о рубеже Московского района
- № 1 — жилой дом Горжилуправления.[5]
- № 3а — жилой дом завода «Стройдеталь».[6]
- № 5 — жилой дом предприятия п/я 735.[7]

## Фотографии

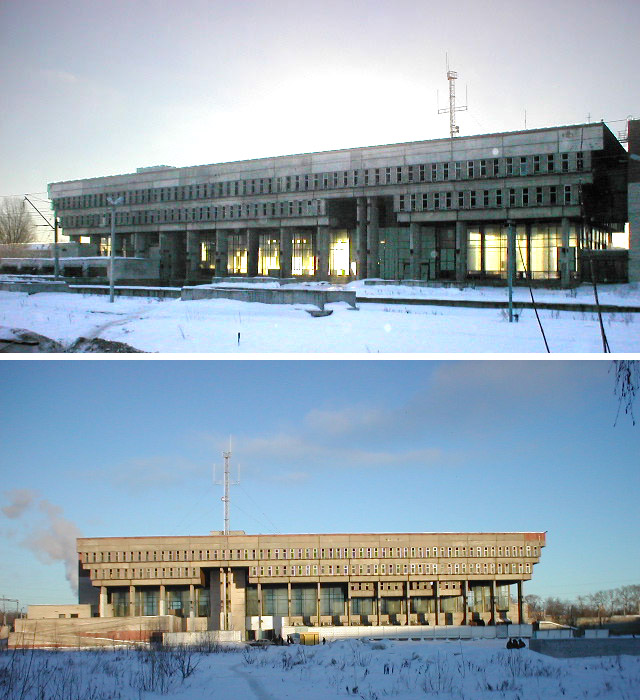
Недостроенное и снесённое старое здание вокзала Казань-2
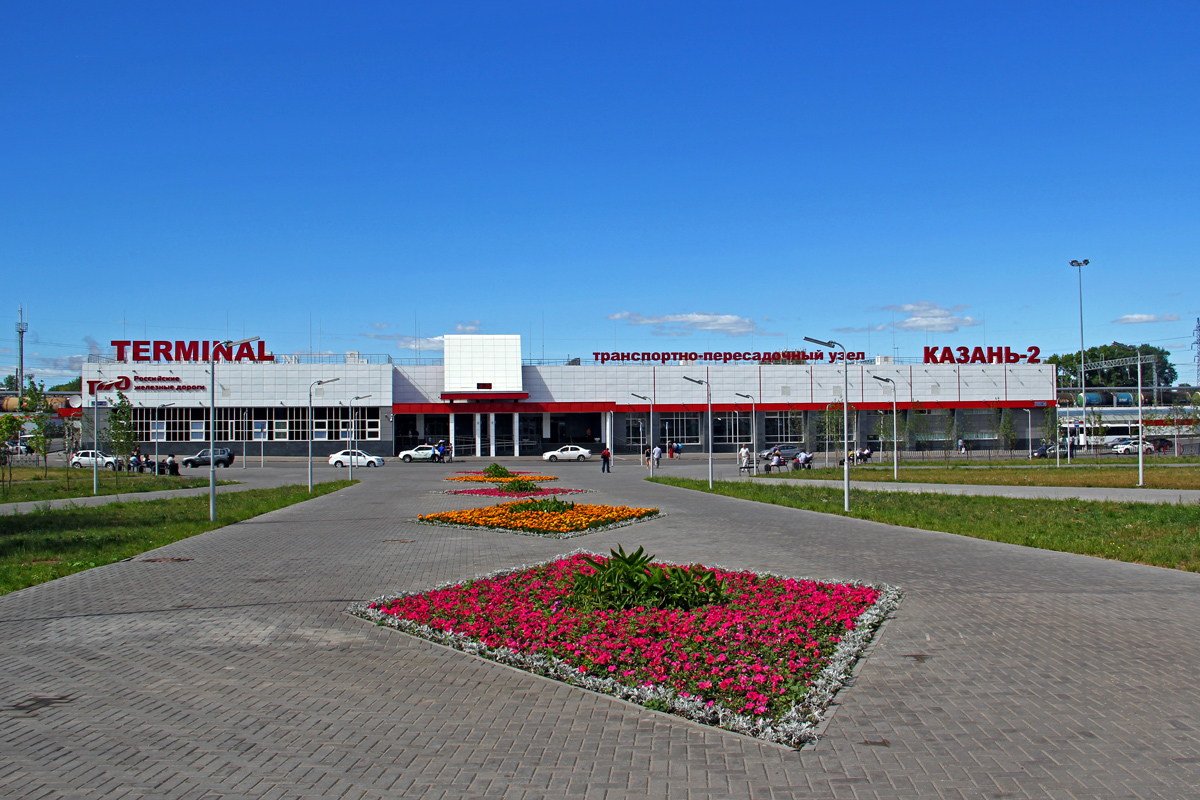
Новое здание вокзала Казань-2
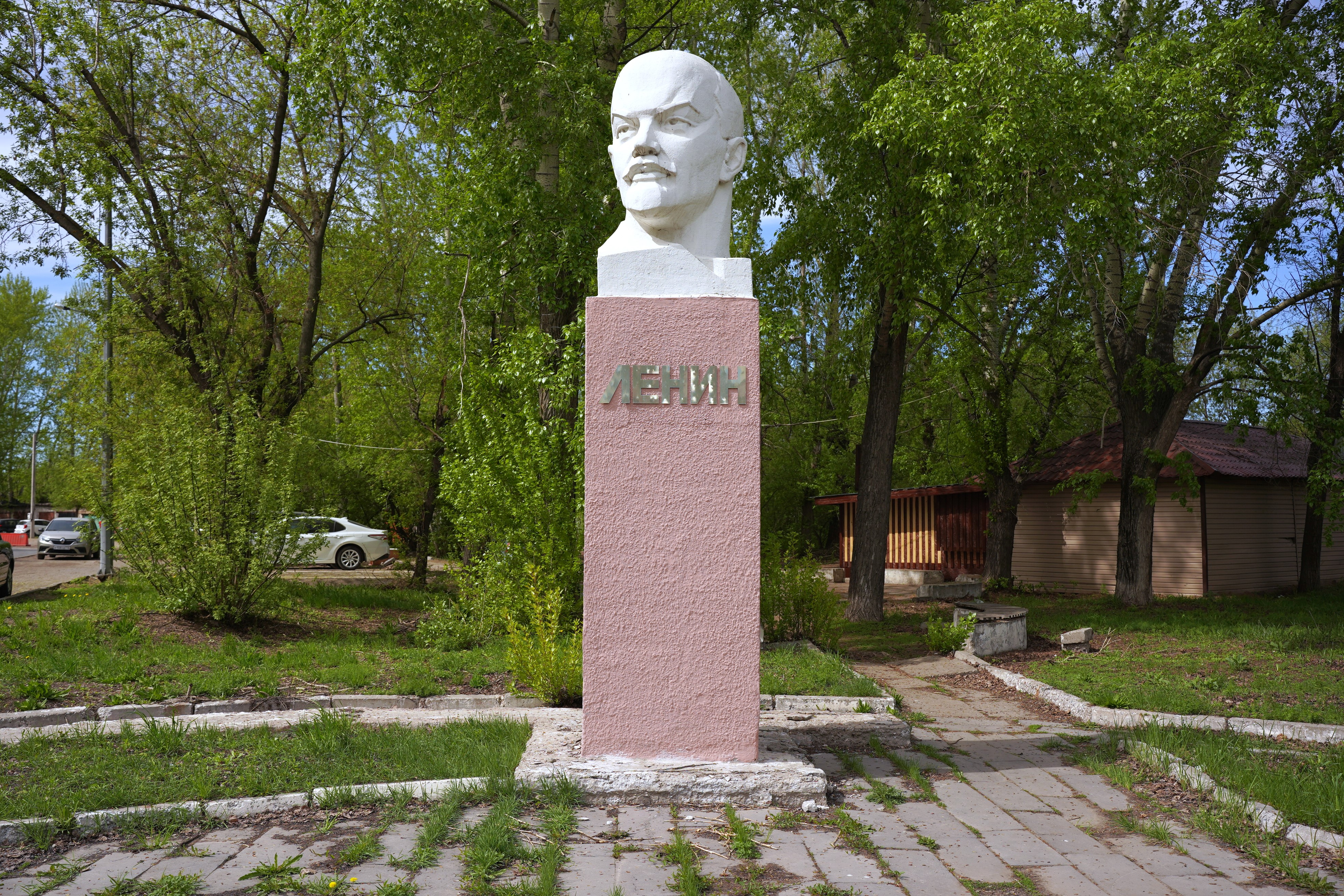
Памятник Владимиру Ильичу Ленину на улице Воровского